# Louis Lefèvre-Gineau
Louis Lefèvre-Gineau, (7 de marzo de 1751 - 3 de febrero de 1829) fue un químico y científico francés. Como político, fue diputado por las Ardenas en varias ocasiones.

## Génesis
Lefèvre-Gineau era de origen modesto. Uno de sus tíos, Nicolas Ury, sacerdote de una localidad cercana a Étrépigny, le proporciona los rudimentos que serán la base de los estudios que le permitirán brillar en química y física. Trabajó primero en Reims y después en París.
Brillante estudiante, fue presentado al diplomático Louis Auguste Le Tonnelier, barón de Breteuil, y se convirtió en preceptor de los hijos de este estadista cercano a Luis XVI.
Esta preceptoría le deja algo de tiempo libre, que utiliza para tomar clases en el Colegio Real (donde es alumno del matemático Jacques Antoine Joseph Cousin) y en la escuela de ingenieros. En 1780, a la edad de 29 años, publicó un primer trabajo científico, una edición comentada y completada del análisis infinitesimal para el estudio de líneas curvas, originalmente escrita en 1696 por Guillaume de l'Hôpital.
Convertido en colaborador de Antoine Lavoisier, en 1783, coincidiendo con el nombramiento del barón de Breteuil como ministro de la Casa del Rey, Lefèvre-Gineau obtuvo una cátedra de mecánica (posteriormente convertida en una cátedra de física experimental) en el Collège de France, y dirigió el experimento público sobre la composición química del agua.

## Profesor, científico y político
La Revolución estalló en 1789. Fue reclamado para desempeñar funciones municipales en París, con el cargo de administrador de existencias, cargo delicado en un período de escasez, consiguiendo abastecer a la capital de cereales procedentes de Picardía. También supervisó el mantenimiento del Collège de France, donde continuó enseñando.
Se casó por primera vez en abril de 1793, en París, con Jeanne Adélaïde Dagneaux. En el momento de la ley contra los sospechosos, en septiembre de 1793, fue denunciado como "moderado", una situación incómoda que lo incitó a retirarse de la vida pública durante algún tiempo. En diciembre de aquel año, adoptó a un niño de trece años, Louis Hercule Viez. En enero de 1794, adquirió con su hermano propiedades desamortizadas en Etrepigny, propiedad del antiguo noble del lugar, el marqués de Moriolles, que se había exiliado. En mayo de ese mismo año, Lavoisier es guillotinado.
Poco después de la finalización del Terror, en noviembre de 1794, ganó su cátedra en el Colegio de Francia, siendo elegido miembro de Academia de Ciencias en 1795.
En el contexto de establecer el sistema métrico decimal, se le encomendó junto con el químico italiano Giovanni Fabbroni, definir la masa del kilogramo. Una comisión sanciona esta determinación el 30 de mayo de 1799.
Desde 1800 hasta 1823, dirigió el Collège de France. En 1803 organizó las escuelas secundarias como inspector general de estudios. Nombrado caballero de la Legión de Honor, en 1808 Napoleón lo nombró inspector general de la Universidad. También se convirtió en caballero de Ainelles, barón del Imperio, por decreto del 2 de julio de 1808. Compró 169 hectáreas de bosques en Ainelles, Balaives, siendo el propietario de numerosas fincas en esta región de las Ardenas.
En 1807, durante el Primer Imperio francés, se convirtió en miembro de la asamblea por las Ardenas, renovando su mandato en 1813.

## Aislamiento político
Cuando Napoleón regresa, durante el mandato de los Cien Días, es llamado a la Casa Imperial por el distrito de Mézières. El triunfo de la segunda restauración monárquica hace que se retire automáticamente de sus diversos cargos y funciones públicas.
Esta primera etapa de aislamiento termina en noviembre de 1820, cuando nuevamente resultó elegido diputado por las Ardenas. Elegido en dos circunscripciones, la de Mézières y la de Vouziers, optó por Mezieres, dejando a Vouziers con su amigo el général Michel Veilande, barón del Imperio, y sentándose en los bancos de la oposición liberal. Se pronunció claramente contra las leyes de excepción, y en 1824 fracasó en las elecciones. El ministerio lo expulsó de la lista de profesores del Colegio de Francia, aunque con reserva de tratamiento.
En 1825, obligado a retirarse, redujo su actividad y se dedicó a construir un pequeño castillo neogótico, Étrépigny, un edificio encantador para algunos y horrible para otros, construido en el emplazamiento de un antiguo castillo destruido durante la Revolución francesa, muy cerca de la iglesia donde solía oficiar Jean Meslier un siglo antes.
En 1827, reapareció en la política. Se presentó por las Ardenas, siendo reelegido diputado con 134 votos de 209, y retomó su lugar en la oposición liberal.
Decano de la asamblea, se le encomendó pronunciar el discurso de apertura de la sesión de 1829, pero murió poco antes, en París, el 3 de febrero de 1829. Está enterrado en cementerio del Père-Lachaise.